# Komorowo-Kolonia (Komorowo w województwie mazowieckim)
Komorowo-Kolonia – zniesiona nazwa kolonii wsi Komorowo w Polsce, położona w województwie mazowieckim, w powiecie ostrowskim, w gminie Ostrów Mazowiecka.
W latach 1975–1998 kolonia administracyjnie należała do województwa ostrołęckiego.
Nazwa z nadanym identyfikatorem SIMC występuje w zestawieniach archiwalnych TERYT z 1999 roku.